# Avitaminosis
La avitaminosis, carencia de vitaminas, déficit vitamínico o hipovitaminosis se define como una falta, falla o deficiencia en la cantidad de vitaminas que el organismo requiere o necesita normalmente, siendo lo contrario a la hipervitaminosis. Esto determina fallos en la actividad metabólica, ya que las vitaminas son cofactores que ayudan a las enzimas en sus procesos catalíticos.

## Avitaminosis - Descripción general
La avitaminosis es la falta de una o más de las vitaminas esenciales en los niveles recomendados en sangre. El trastorno generalmente es provocado por una alimentación con bajo contenido de vitaminas esenciales. La avitaminosis puede favorecer la aparición de enfermedades, como la enfermedad cardíaca y el cáncer.

## Tratamientos
El tratamiento incluye el aumento de los niveles de vitaminas a través de la alimentación o de suplementos.

## Etimología
El déficit vitamínico puede deberse a falta de ingesta, mala absorción intestinal, mala utilización metabólica o aumento de demandas. Solo unas pocas, liposolubles, pueden provocar patología por exceso (hipervitaminosis).
- La falta de ingesta se origina por carencia de recursos (hambrunas del Tercer Mundo, poca ingesta proteica por pobreza), dietas inadecuadas (adelgazamiento incontrolado, vegetarianismo mal planteado, caprichos y errores alimentarios psicológicos o psiquiátricos, anorexia nerviosa) o falta de alimentos frescos (escorbuto de los navegantes).

- La mala absorción puede ser localizada (como ocurre en los casos en los que hay un déficit selectivo en el íleon terminal) o generalizada (como en la colitis ulcerosa, la enfermedad de Crohn, el alcoholismo, la malabsorción de los ancianos, la gastritis crónica y las neoplasias intestinales).

- La mala utilización metabólica suele deberse a efectos secundarios de fármacos (habitualmente los antineoplásicos antifólicos).

- El aumento de demanda es típico durante la gestación y la lactancia.

## Tipos
- Deficiencia de vitamina A (retinolismolosis): ceguera nocturna, sequedad en los ojos (membrana conjuntiva) y en la piel y afecciones diversas de las mucosas. En cambio, el exceso de esta vitamina produce trastornos, como alteraciones óseas blancas y negras, o incluso inflamaciones y hemorragias en diversos tejidos.
- Raquitismo. Déficit de vitamina D (calciferol): descalcificación y deformación de los huesos (osteoporosis), caries dentales graves. Sistema inmunitario hiperactivo que puede producir coagulación en los pulmones y neumonía ante virus como la gripe o SARS-CoV-2.
- Deficiencia de vitamina E (tocoferol): puede ocasionar anemia hemolítica (destrucción de los glóbulos rojos de la sangre), degeneración muscular y desórdenes en la reproducción.
- Deficiencia de vitamina K (antihemorrágica): no se sabe si se puede producirse hemorragias nasales, en el aparato digestivo o el genito-urinario.
- Escorbuto. Deficiencia de vitamina C (ácido ascórbico): sequedad y formación de horquilla en el cabello, gingivitis (inflamación de las encías), encías sangrantes, piel áspera, reseca y descamativa, disminución de la tasa de cicatrización de heridas, tendencia a la formación de hematomas, sangrados nasales, debilitamiento del esmalte de los dientes, dolor e inflamación de las articulaciones, anemia, disminución de la capacidad para combatir infecciones, posible aumento de peso debido al metabolismo lento.

### Deficiencia del complejo B
- Beriberi. Deficiencia de vitamina B1 (tiamina): fatiga, alteraciones nerviosas en general. Si el déficit es severo puede aparecer el síndrome de Korsakoff, caracterizado por la pérdida de memoria y confusión o la encefalopatía de Wernicke, trastornos oculares, confusión.
- Deficiencia de vitamina B2 (riboflavina): La carencia de vitamina B2 en la dieta provoca trastornos oculares como fotofobia (dolor ocular producido por la luz) y lagrimeo, así como alteraciones bucales, entre las que se encuentran la aparición de fisuras en la boca y el enrojecimiento de los labios.
- Pelagra. Deficiencia de vitamina B3 (niacina o ácido nicotínico). Conocida como la enfermedad de las tres D, ya que produce dermatosis (inflamación de la piel), diarrea (alteraciones en el aparato digestivo) y demencia (deterioro del sistema nervioso).
- Deficiencia de vitamina B6 (piridoxina): El déficit importante provoca irritabilidad, debilidad, mareos, depresión, neuropatía periférica y espasmos, alteraciones del crecimiento, acrodinia y anemia.
- Deficiencia de vitamina B12 (cianocobalamina): La causa más frecuente de déficit de cianocobalamina es la anemia perniciosa, otras causas serían: gastrectomía total, cáncer gastrointestinal, fístula gastrointestinal, divertículos, tuberculosis, ileítis, celiaquía, dieta vegetariana y gastritis atrófica.

## Síntomas
Entre los síntomas más frecuentes nos podemos encontrar con los siguientes:
- Piel seca y áspera con descamación.
- Retraso en el crecimiento de niños.
- Problemas en el desarrollo cognitivo y motor en niños.
- Sueño diurno.
- Cansancio.[3]

## Causas
Las causas más frecuentes de la avitaminosis son:
- Una dieta desequilibrada y con severas restricciones.
- Aumento en las necesidades nutricionales (como durante el embarazo).
- Incremento en la pérdida de absorción de las vitaminas (enfermedades, intolerancias...).
- Tomar ciertos medicamentos.
- Tabaquismo.[4]

## Grupos de riesgo
Hay personas que tienen un más probabilidad de sufrir esta enfermedad debido a algunas características. Entre ellas destacan:
- Niños.
- Ancianos.
- Embarazadas y Lactantes.
- Deportistas de alto Rendimiento.
- Consumidores habituales de comida Rápida.
- Vegetarianos y Veganos.[5]

## Tratamiento
El tratamiento se basa en la identificación de la vitamina o vitaminas deficitarias, para luego proceder a su reposición mediante suplementos vitamínicos y raramente, en síndromes de mala absorción, mediante cargas inyectables.